# Prima le donne e i bambini (album)
Prima le donne e i bambini è il secondo e ultimo album di inediti della cantante italiana Jo Chiarello, pubblicato nel 1993 e prodotto da Massimo Mastrangelo.
Per questo album, la cantante è accreditata come Giò Chiarello.
Tra i coristi in alcune tracce compare Giorgia che dopo pochi mesi avrebbe vinto Sanremo Giovani 1993, debuttando a livello nazionale a Sanremo 1994.

## Tracce
1. Maria
2. Granelli di sabbia
3. Prima le donne e i bambini
4. Il frutto
5. Piangi
6. Maledetta
7. Mille uomini
8. La fonte intelligente delle nostre idee
9. Sono ancora io
10. Lo scialle